# Răducăneni (gmina)
Răducăneni – gmina w Rumunii, w okręgu Jassy. Obejmuje miejscowości Bohotin, Isaiia, Răducăneni i Roșu. W 2011 roku liczyła 7800 mieszkańców.